# Joshua Herdman
Pour les articles homonymes, voir Herdman.
Joshua « Josh » Herdman, né le 9 septembre 1987 à Hampton, dans le Middlesex est un acteur et un pratiquant d'arts martiaux mixtes britannique.
Il est connu pour son rôle de Gregory Goyle dans la saga Harry Potter.

## Biographie

### Jeunesse
Il naît à Hampton en Angleterre, le 9 septembre 1987, de l'acteur et ancien boxeur et rugbyman Martin Herdman (en) et de Jessica Herdman. Il a trois frères plus âgés.

### 2001-2011:Harry Potter
En 1999, démarre le casting pour le film Harry Potter à l'école des sorciers. Le jeune Josh, a tout d'abord auditionné pour le rôle du cousin de Harry Potter, Dudley Dursley. Pour décrocher son rôle dans les films de Harry Potter, il passe quatre ou cinq auditions, deux screentests mais c'est finalement l'acteur Harry Melling qui décroche ce rôle. Les producteurs l'ont cependant fait revenir trois semaines plus tard pour le rôle de Gregory Goyle. Josh Herdman est choisi pour jouer Gregory Goyle à l'âge de treize ans, dans le film Harry Potter à l'école des sorciers. Le film sort en novembre 2001 en salle.
Il a interprété ce personnage de cette date jusqu'en 2011. Il apparaît dans tous les films de la saga Harry Potter.

### AprèsHarry Potter: d'autres rôles cinématographiques
En 2002, il joue dans le film Plein Gaz, où il retrouve l'acteur Rupert Grint (l'interprète de Ron Weasley). De 2003 à 2005, il joue l'un des principaux personnages dans la série télévisée UGetMe (en).
Après Harry Potter et les Reliques de la Mort, 2e partie, il joue dans les films The Estate Film, Piggy ou encore Common People.
En novembre 2017, il rejoint le casting de la deuxième saison de Marcella. La série est diffusée du 19 février au 9 avril 2018 sur ITV.
Il joue en novembre 2018 dans le film d'aventure américain réalisé par Otto Bathurst, Robin des Bois aux côtés de Taron Egerton, Jamie Foxx et Jamie Dornan.
En février 2018, il est annoncé qu'il jouera le rôle principal du film Cagefighter.

### Depuis 2016: sa carrière d'Art martiaux mixtes
Pratiquant du jujitsu durant cinq ans et vivant dans une famille pratiquant cette activité, il décide de commencer sa carrière de combattant d'Arts martiaux mixtes, plus connus sous le nom de MMA, le 23 avril 2016,. Cependant, il affirme qu'il n'a pas tiré un trait sur sa carrière d'acteur et explique au Mirror : « Je voudrais d’abord faire quelques combats au niveau amateur pour commencer et voir où ça me mène. J’ai toujours un agent, je vais à des auditions. C’est juste que c’est un peu comme à la loterie pour en vivre. »

## Vie privée
En juillet 2017, il se fiance avec sa petite amie de longue date Jessica Worth. Ensemble, ils ont eu un fils, prénommé Morgan Herdman, né en 2016.

## Filmographie

### Cinéma

#### Longs métrages
- 2001 : Harry Potter à l'école des sorciers (Harry Potter and the Philosopher's Stone) de Chris Columbus : Gregory Goyle
- 2002 : Plein gaz de Peter Hewitt : Damon
- 2002 : Harry Potter et la Chambre des secrets (Harry Potter and the Chamber of Secrets) de Chris Columbus : Gregory Goyle
- 2004 : Harry Potter et le Prisonnier d'Azkaban (Harry Potter and the Prisoner of Azkaban) d'Alfonso Cuarón : Gregory Goyle
- 2005 : Harry Potter et la Coupe de feu (Harry Potter and the Goblet of Fire) de Mike Newell : Gregory Goyle
- 2007 : Harry Potter et l'Ordre du phénix (Harry Potter and the Order of the Phoenix) de David Yates : Gregory Goyle
- 2009 : Harry Potter et le Prince de sang-mêlé de David Yates : Gregory Goyle
- 2010 : Harry Potter et les Reliques de la Mort, 1re partie (Harry Potter and the Deathly Hallows) de David Yates : Gregory Goyle
- 2011 : Harry Potter et les Reliques de la Mort, 2e partie (Harry Potter and the Deathly Hallows) de David Yates : Gregory Goyle
- 2011 : The Estate Film de Steven Drew : Skunk
- 2012 : Piggy de Kieron Hawkes : Anthony
- 2013 : Common People de Stewart Alexander et Kerry Skinner : Simon
- 2018 : Robin des Bois (Robin Hood) d'Otto Bathurst : Righteous
- 2018 : Giantland de Yousaf Ali Khan : Jason
- 2018 : Two Graves de Gary Young : Teddy
- NC : Cagefighter de Jesse Quinones : Reiss[7]

### Télévision

#### Séries télévisées
- 2004 : The Bill : David Wilson (1 épisode)
- 2003-2005 : UGetMe (en) : Ben (47 épisodes)
- 2012 : Sorciers vs Aliens (Wizards vs Aliens) : Steve (saison 1, épisode 5)
- 2013 : Coming Up (TV series) (en) : Eater (saison 11, épisode 2)
- 2018 : Marcella : Eric Davidson (8 épisodes)
- 2020 : Alex Rider : Stan (saison 1, épisode 3)